# Samosa

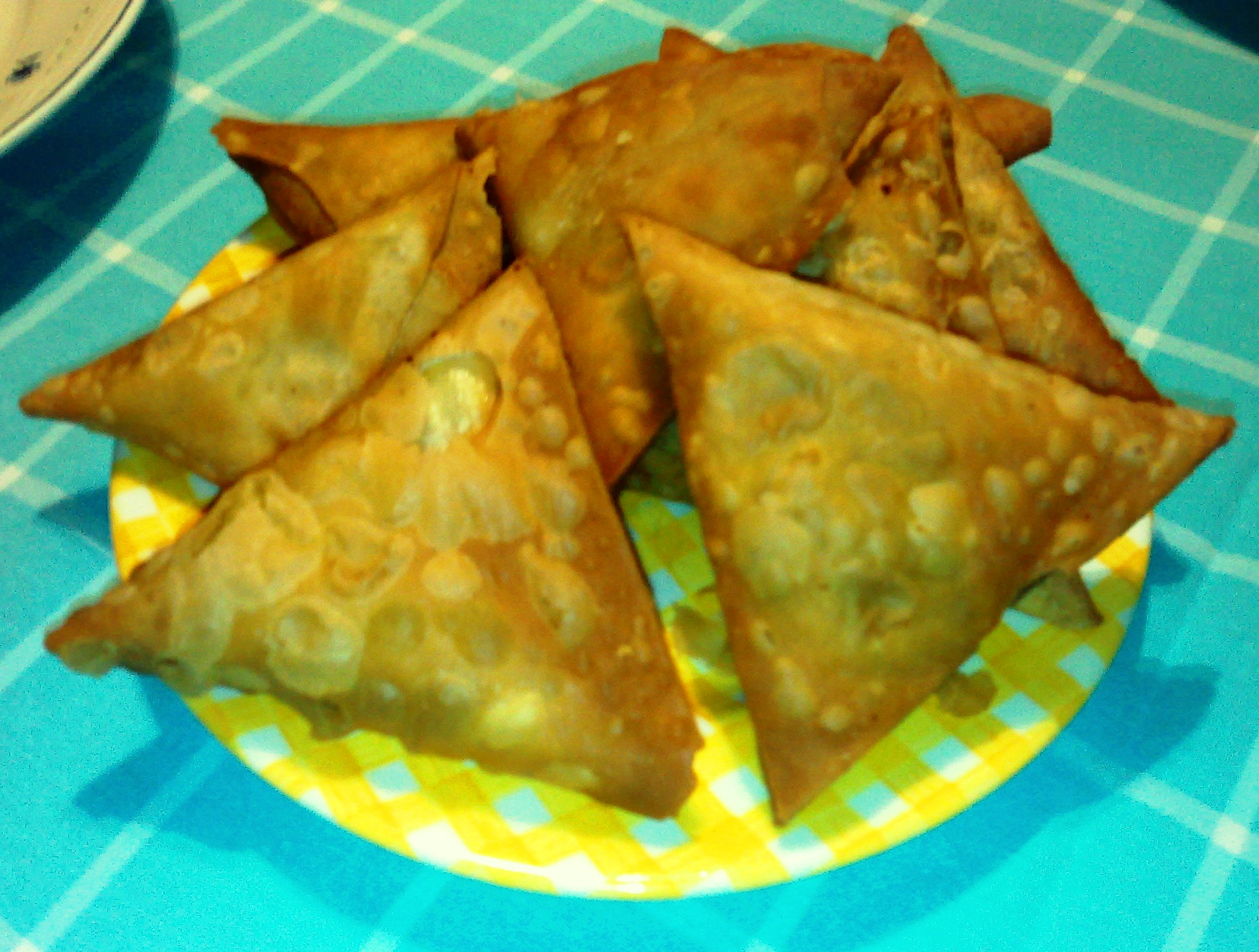
Chamuças uit Goa

Een samosa is een gerecht uit de Somalische keuken, Indiase keuken en Pakistaanse keuken dat ook in de Surinaamse keuken voorkomt. Het is een driehoekig gefrituurd gebakje dat als voorgerecht of bijgerecht geserveerd wordt.
Het bestaat meestal uit een omhulsel van filodeeg of bladerdeeg, gevuld met een mengsel van aardappelen, ui, erwten, koriander en kikkererwten of kippenvlees.
Samosa's worden vaak geserveerd met een chutney.
In de Somalische keuken wordt het gerecht sambuus of sambuusa genoemd. Deze versie bestaat eveneens uit een omhulsel van filodeeg, meestal gevuld met ui, paprika, hete pepertjes en sardientjes of gehakt, op smaak gebracht met zout en komijn.